# Халит Ергенч
Халит Ергенч (тур. Halit Ergenç, 30. април 1970) је турски глумац.

## Биографија
Халит Ергенч је син глумца Саита Ергенча (тур. Sait Ergenç), рођен је 30. априла 1970. године. Завршио је средњу школу у Бешикташу (тур. Beşiktaş) и уписао Технички факултет Универзитета у Истанбулу где је студирао бродоградњу. Факултет је напустио после прве године да би уписао Универзитет Мимар Синан (тур. Mimar Sinan) где је студирао оперу. Поред факултета радио је и као компјутерски оператер и бавио се маркетингом. Кратко је радио као резервни вокалиста и плесач за Ајду Пекан (тур. Ajda Pekkan) и Лемана Сама (тур. Leman Sam).
Године 1996. почео је да ради као глумац у позоришту Дормен (тур. Dormen) и прву главну улогу добио је у мјузиклу Краљ и ја (енгл. The King and I). Свој таленат и успех потврдио је глумећи у серији Кара Мелек (Kara Melek) као и у представама и мјузиклима као што су: Пољуби ме, Кејт (Kiss Me, Kate), Милосрдни Татли (Tatlı Charity), Воли ме (Beni Seviyor), Амфитрион 2000 (Amphitrion 2000), Евита (Evita), Духови и остали (Hayalet and Ötekiler), Ако узмеш жедне песме (Şarkılar Susarsa), Закове авантуре (The Adventures of Zak).
Године 2000. глумио је у неким филмовима и серијама. Око 2006. године добио је улогу у серији 1001 ноћ (Binbir Gece) где је глумио Онура Аксала (У серији улога главне јунакиње Шехерезаде поверена је његовој супрузи Бергузар Корел (Bergüzar Korel). Улога у овој серији донела му је још већу славу. Поред ове, има још једна серији која је оборила све рекорде гледаности, карактеристична по богатим костимима, добром глумачком поставом и која се заснива на стварним историјским чињеницама - Сулејман Величанствени (Muhteşem Yüzyıl) где игра главну улогу. Улога Хурем, жене која је освојила славног султана, поверена је глумици Меријем Узерли (Meryem Uzerli).

## Лични живот
Године 2008. Халит Ергенч је оженио Гизем Сојсалди (Gizem Soysaldı) од које се развео само пола године касније јер је био заљубљен у своју колегиницу, Бергузар Корел (Bergüzar Korel) са којом је добио сина Алија (Ali Ergenc). Изјавио је да воли стил редитеља Зекија Демиркубуза (Zeki Demirkubuz) и емоције које уносе дела Ферзана Озпетека (Ferzan Özpetek). Ипак  највише воли да ради са Рехом Ердмом (Reha Erdem) и Чеганом Ирмаком (Reha Erdem) које описује као талентоване редитеље.